# 陸の孤島
| ウィキペディアには「陸の孤島」という見出しの百科事典記事はありません（タイトルに「陸の孤島」を含むページの一覧/「陸の孤島」で始まるページの一覧）。 代わりにウィクショナリーのページ「陸の孤島」が役に立つかもしれません。 |